# Piusz
Piusz est un prénom hongrois masculin.

## Étymologie
Le mot dérive du latin "pius", doux, pieux, gracieux.

## Équivalents
- Pie et Pio

## Fête
Les "Piusz" sont fêtés le 30 avril, le 5 mai, le 11 juillet, le ,21 août ou le 3 septembre.